# LP (piosenkarka)
LP, właśc. Laura Pergolizzi (ur. 18 marca 1981 w Huntington) – amerykańska piosenkarka rockowa i autorka piosenek.

## Życiorys

### Rodzina, edukacja i początek kariery
Urodziła się w 1981 w Huntington na Long Island w rodzinie ojca Włocha i matki Irlandki. Jej dziadek ze strony ojca pochodzi z Neapolu, a babcia z Palermo. Jest córką prawnika i śpiewaczki operowej. Ma brata, który jest neurochirurgiem.
W 1996 po ukończeniu nauki w szkole ponadpodstawowej im. Walta Whitmana przeprowadziła się do Nowego Jorku, gdzie zaczęła występować pod pseudonimem „LP”. W 1998 pojawiła się gościnnie w utworze „Cinderella” umieszczonym na albumie studyjnym zespołu Cracker pt. Gentleman’s Blues. Do nagrania piosenki zaprosił ją David Loweryi, który był pod wrażeniem piosenkarki po jednym z jej solowych występów, a w 2001 wyprodukował jej debiutancki album studyjny pt. Heart-Shaped Scar (wydany przez wytwórnię Koch Records). W czerwcu 2004 wydała album pt. Suburban Sprawl & Alcohol, na którym umieściła m.in. utwór „Wasted”, będący piosenką z czołówki serialu telewizyjnego Daleko od domu na kanale The N.

### 2006–2009
W 2006 zagrała koncert na festiwalu South by Southwest i podpisała kontrakt płytowy z wytwórnią The Island Def Jam Music Group, której prezesem był wówczas L.A. Reid, jednakże niedługo później zerwała umowę ze względu na różnice artystyczne między stronami. W 2007 podpisała kontrakt z niezależną wytwórnią SoBe Entertainment. W tym samym roku jej utwór „Love Will Keep You Up All Night” ukazał się na albumie zespołu Backstreet Boys pt. Unbreakable.
W 2009 zaczęła pisać utwory dla innych wykonawców, m.in. dla Heidi Montag i Erika Hassle'a.

### 2010–2012
W 2010 przeprowadziła się do Los Angeles, gdzie podpisała kontrakt płytowy z wytwórnią 2101 Records, należącą do RedOne’a. Swój pierwszy duży sukces jako autorka tekstów osiągnęła, współtworząc utwór Rihanny „Cheers (Drink to That)” z albumu pt. Loud (2010). W piosence zaśpiewała hook wokalny, który został zaczerpnięty z utworu Avril Lavigne „I'm with you”. W tym samym czasie napisała utwór „Beautiful People”, który Christina Aguilera wykonała na potrzeby filmu Burleska i nagrała na ścieżkę dźwiękową do filmu.
W czerwcu 2011 napisała utwór „Afraid to Sleep”, który został wykonany przez Vicci Martinez i dotarł do 10. miejsca na iTunes Top Singles Chart. We wrześniu tego samego roku podpisała kontrakt płytowy z Warner Bros. Records. Pod szyldem wytwórni zadebiutowała singlem „Into the Wild”, który został wykorzystany w amerykańskiej kampanii reklamowej sieci Citibank.
W kwietniu 2012 wydała minialbum koncertowy pt. Into the Wild: Live at EastWest Studios, zawierający pięć piosenek i rozpoczęła intensywną trasę koncertową obejmującą takie festiwale jak SXSW, Bonnaroo, Lollapalooza, Bumbershoot, Tropfest, a także Sonic Boom w Tokio i Hyde Park w Londynie. W tym samym roku została ambasadorką firmy Martin Guitar oraz została wybrana okrzyknięta artystą tygodnia według redakcji magazynu „Vogue”. 

### Od 2013
W 2012 rozpoczęła pracę nad materiałem na kolejną płytę, nad którą współpracowała z twórcami, takimi jak m.in. Billy Steinberg, Isabella Summers (z zespołu Florence and the Machine), Claude Kelly, Carl Ryden i Rob Kleiner. 3 czerwca 2014 wydała album pt. Forever for Now, który promowała singlami: „Night Like This” i „Someday”. W połowie września 2014 opublikowała teledysk do piosenki „Tokyo Sunrise”.

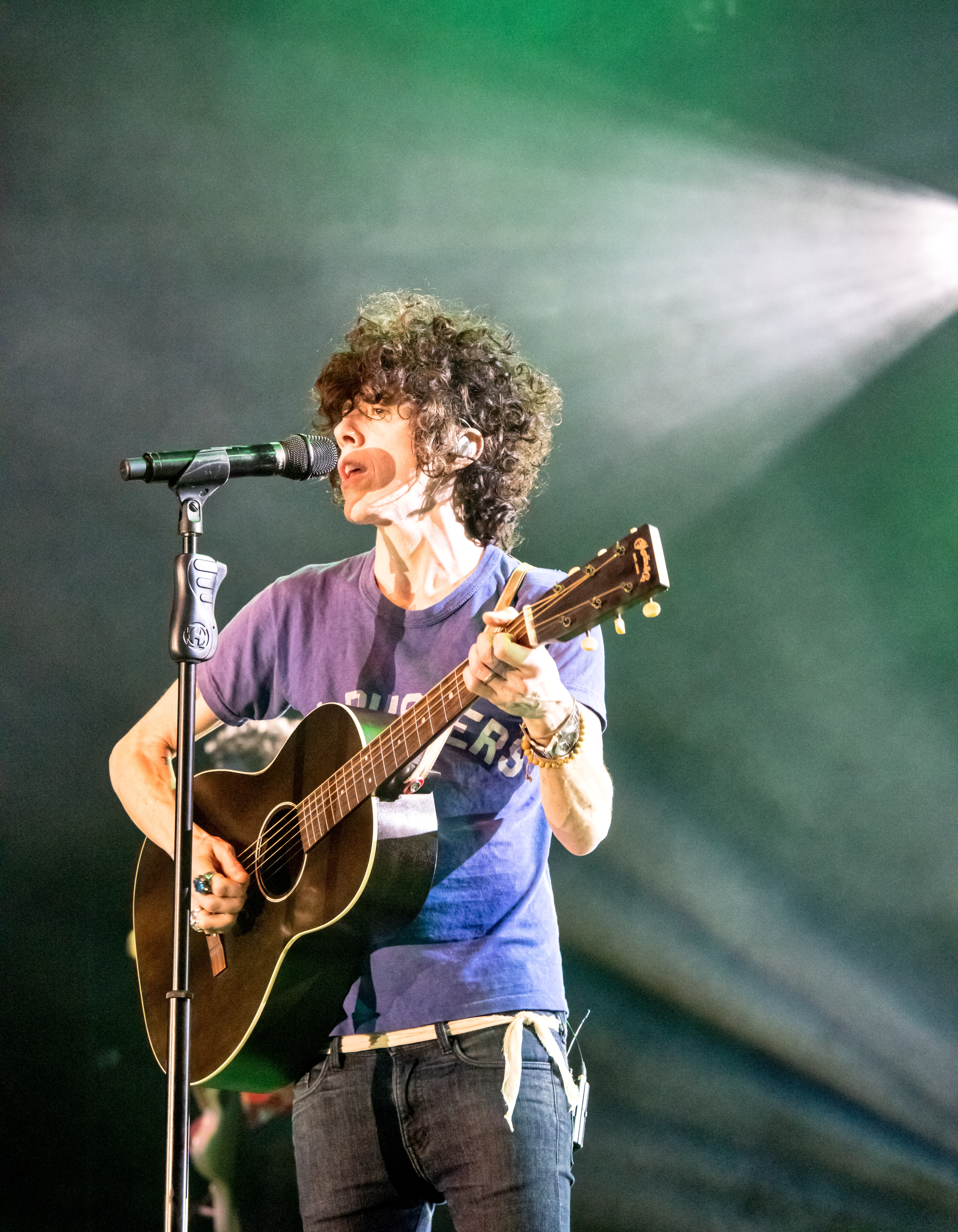
LP na Zelt-Musik-Festivalu we Fryburgu Bryzgowijskim (2018)

We wrześniu 2015 wydała utwór „Muddy Waters”, który został wykorzystany w ścieżce dźwiękowej czwartego sezonu serialu Netfliksa Orange Is the New Black. W lipcu 2016 wydała singiel „Lost on You”, z którym osiągnęła międzynarodowy sukces komercyjny. Oba single znalazły się na jej minialbumie pt. Death Valley, który wydała w połowie czerwca 2016. W grudniu 2016 wydała album pt. Lost on You, na którym umieściła piosenki z Death Valley i pięć premierowych utworów, w tym singiel „Other People”. Krążek dotarł do piątego miejsca w notowaniu OLiS i uzyskał status platynowej płyty w Polsce.
7 grudnia 2018 wydała piąty album w karierze – Heart to Mouth, który promowała singlami: „Girls Go Wild” i „Recovery”. W maju 2019 wydała singiel „When I'm Over You”.

### Życie prywatne
Jest zadeklarowaną lesbijką. Piosenkę „Lost on You” napisała po rozstaniu z aktorką Tamzin Brown. Pozostawała w nieformalnym związku z amerykańską piosenkarką i autorką tekstów Lauren Ruth Ward i meksykańską aktorką Julietą Grajales, z którą rozstała się w 2022.
Identyfikuje się jako osoba neutralna płciowo. W wywiadzie z 2018 roku stwierdziła: „Mówię o sobie ona i jej, ale nie podoba mi się to. Zbyt wiele by mnie to jednak kosztowało, gdybym upierała się przy they. Ale szanuję ludzi, którzy to robią”. W 2021 przestawiła się na używanie zaimków „they/them”, stwierdzając w wywiadzie: „To bardziej w moim stylu”. Od maja 2023 oficjalna biografia LP również używa formy they w liczbie pojedynczej.

## Dyskografia

### Albumy studyjne
| Dane dot. albumu                                                                                             | Najwyższe pozycje na listach | Najwyższe pozycje na listach | Najwyższe pozycje na listach | Najwyższe pozycje na listach | Najwyższe pozycje na listach | Najwyższe pozycje na listach | Najwyższe pozycje na listach | Najwyższe pozycje na listach | Najwyższe pozycje na listach | Najwyższe pozycje na listach | Certyfikat                                                             | Sprzedaż                                     |
| Dane dot. albumu                                                                                             | US                           | US Heat.                     | AUT                          | BEL (Wa)                     | FRA                          | ITA                          | POL                          | SPA                          | SWI                          | UK Indie                     | Certyfikat                                                             | Sprzedaż                                     |
| --- | ---------------------------- | ---------------------------- | ---------------------------- | ---------------------------- | ---------------------------- | ---------------------------- | ---------------------------- | ---------------------------- | ---------------------------- | ---------------------------- | ---------------------------------------------------------------------- | -------------------------------------------- |
| Heart-Shaped Scar - Wydany: 2001 - Format: CD, digital download - Wytwórnia: Koch                            | –                            | –                            | –                            | –                            | –                            | –                            | –                            | –                            | –                            | –                            | brak                                                                   | nieznana                                     |
| Suburban Sprawl & Alcohol - Wydany: 29 czerwca 2004 - Wytwórnia: Lightswitch - Format: CD, digital download  | –                            | –                            | –                            | –                            | –                            | –                            | –                            | –                            | –                            | –                            | brak                                                                   | nieznana                                     |
| Forever for Now - Wydany: 2 czerwca 2014 - Wytwórnia: Warner Bros. - Format: CD, LP record, digital download | 132                          | 2                            | –                            | 73                           | –                            | –                            | –                            | –                            | –                            | –                            | brak                                                                   | - USA: 16,000+                               |
| Lost on You - Wydany: 9 grudnia 2016 - Wytwórnia: Vagrant - Format: CD, LP                                   | –                            | 7                            | 34                           | 6                            | 6                            | 9                            | 5                            | 2                            | 7                            | 5                            | - FRA: platynowa płyta - IT: platynowa płyta - POL: 2× platynowa płyta | - FRA: 100 000+ - IT: 50 000+ - POL: 40,000+ |
| Heart to Mouth - Wydany: 7 grudnia 2018 - Wytwórnia: BMG, Vagrant - Format: CD, LP, digital download         | –                            | 2                            | –                            | 34                           | 48                           | 29                           | 6                            | 62                           | 22                           | 16                           | - POL: złota płyta                                                     | - POL: 10,000+                               |
| Churches - Wydany: 3 grudnia 2021 - Wytwórnia: PIAS - Format: CD, LP, digital download                       | –                            | –                            | –                            | 54                           | 75                           | 88                           | 39                           | –                            | 33                           | –                            |                                                                        |                                              |
| „–” oznacza, że singiel nie był notowany na danej liście lub nie został wydany w danym kraju.                |                              |                              |                              |                              |                              |                              |                              |                              |                              |                              |                                                                        |                                              |

### Albumy koncertowe
| Dane dot. albumu                                                |
| --------------------------------------------------------------- |
| Live in Moscow - Wydany: 29 maja 2020 - Wytwórnia: BMG, Vagrant |

### Minialbumy
| Dane dot. albumu | Najwyższe pozycje na listach | Najwyższe pozycje na listach | Najwyższe pozycje na listach | Najwyższe pozycje na listach | Najwyższe pozycje na listach | Certyfikaty        | Sprzedaż                    |
| Dane dot. albumu | US Heat                      | US South                     | FRA                          | POL                          | SWI                          | Certyfikaty        | Sprzedaż                    |
| --- | ---------------------------- | ---------------------------- | ---------------------------- | ---------------------------- | ---------------------------- | ------------------ | --------------------------- |
| Into the Wild: Live at EastWest Studios - Wydany: 24 kwietnia 2012 - Wytwónia: Warner Bros. Records - Format: CD/DVD, LP, digital download | 6                            | 6                            | –                            | –                            | –                            | brak               | nieznana                    |
| Spotify Sessions - Wydany: 2 października 2012 - Format: streaming                                                                         | N/A                          | N/A                          | N/A                          | N/A                          | N/A                          | brak               | nieznana                    |
| Death Valley - Wydany: June 17, 2016 - Format: digital download                                                                            | –                            | –                            | 75                           | 4                            | 41                           | - POL: Złota płyta | - US: 3,000+ - POL: 10,000+ |
| „–” oznacza, że singiel nie był notowany na danej liście lub nie został wydany w danym kraju.                                              |                              |                              |                              |                              |                              |                    |                             |

### Single

#### Jako główny artysta
| Rok                                                                                           | Tytuł                               | Najwyższe pozycje na listach | Najwyższe pozycje na listach | Najwyższe pozycje na listach | Najwyższe pozycje na listach | Najwyższe pozycje na listach | Najwyższe pozycje na listach | Najwyższe pozycje na listach | Najwyższe pozycje na listach | Najwyższe pozycje na listach | Najwyższe pozycje na listach | Najwyższe pozycje na listach | Certyfikacje | Album                                   |
| Rok                                                                                           | Tytuł                               | US Rock                      | AUT                          | BEL (WA)                     | FRA                          | GRE                          | SPA                          | ITA                          | JPN                          | POL                          | SMR                          | SWI                          | Certyfikacje | Album                                   |
| --------------------------------------------------------------------------------------------- | ----------------------------------- | ---------------------------- | ---------------------------- | ---------------------------- | ---------------------------- | ---------------------------- | ---------------------------- | ---------------------------- | ---------------------------- | ---------------------------- | ---------------------------- | ---------------------------- | --- | --------------------------------------- |
| 2007                                                                                          | „Good with You”                     | –                            | –                            | –                            | –                            | –                            | –                            | –                            | –                            | –                            | –                            | –                            | brak | –                                       |
| 2012                                                                                          | „Into the Wild” (Live)              | –                            | –                            | –                            | –                            | –                            | –                            | –                            | –                            | –                            | –                            | –                            | brak | Into the Wild: Live at EastWest Studios |
| 2012                                                                                          | „Into the Wild”                     | –                            | –                            | –                            | –                            | –                            | –                            | –                            | –                            | –                            | –                            | –                            | brak | Forever for Now                         |
| 2014                                                                                          | „Night Like This”                   | –                            | –                            | –                            | –                            | –                            | –                            | –                            | 35                           | –                            | –                            | –                            | brak | Forever for Now                         |
| 2014                                                                                          | „Someday”                           | –                            | –                            | –                            | –                            | –                            | –                            | –                            | –                            | –                            | –                            | –                            | brak | Forever for Now                         |
| 2015                                                                                          | „Muddy Waters”                      | 42                           | –                            | –                            | 171                          | –                            | –                            | –                            | –                            | –                            | –                            | –                            | brak | Death Valley and Lost on You            |
| 2015                                                                                          | „Lost on You”                       | 42                           | 4                            | 1                            | 1                            | 1                            | 9                            | 5                            | –                            | 1                            | 2                            | 5                            | - ITA: 4× Platynowa płyta - GRE: Platynowa płyta - SWI: Platynowa płyta - FRA: Diamentowa płyta - POL: Platynowa płyta | Death Valley and Lost on You            |
| 2016                                                                                          | „Other People”                      | –                            | –                            | 42                           | 117                          | 5                            | –                            | 45                           | –                            | 7                            | 8                            | –                            | - ITA: Platynowa płyta                                                                                                 | Death Valley and Lost on You            |
| 2018                                                                                          | „N'oublie pas” (oraz Mylène Farmer) | –                            | –                            | –                            | 1                            | –                            | –                            | –                            | –                            | –                            | –                            | –                            | brak | Désobéissance                           |
| 2018                                                                                          | „Girls Go Wild”                     | –                            | –                            | –                            | –                            | –                            | –                            | 77                           | –                            | 8                            | –                            | –                            | - POL: Złota płyta - ITA: Złota płyta                                                                                  | Heart to Mouth                          |
| 2018                                                                                          | „Recovery”                          | –                            | –                            | –                            | –                            | –                            | –                            | 89                           | –                            | –                            | –                            | –                            | brak | Heart to Mouth                          |
| 2020                                                                                          | „The One That You Love”             | –                            | –                            | –                            | –                            | –                            | –                            | –                            | –                            | –                            | 21                           | –                            | brak | Churches                                |
| 2020                                                                                          | „How Low Can You Go”                | –                            | –                            | –                            | –                            | –                            | –                            | –                            | –                            | 23                           | 32                           | –                            | brak | Churches                                |
| 2021                                                                                          | „One Last Time”                     | –                            | –                            | –                            | –                            | –                            | –                            | –                            | –                            | –                            | 40                           | –                            | brak | Churches                                |
| 2021                                                                                          | „Goodbye”                           | –                            | –                            | –                            | –                            | –                            | –                            | –                            | –                            | –                            | –                            | –                            | brak | Churches                                |
| 2021                                                                                          | „Fighter” (oraz Imanbek)            | –                            | –                            | –                            | –                            | –                            | –                            | –                            | –                            | –                            | –                            | –                            | brak | –                                       |
| „–” oznacza, że singiel nie był notowany na danej liście lub nie został wydany w danym kraju. |                                     |                              |                              |                              |                              |                              |                              |                              |                              |                              |                              |                              | |                                         |

### Inne notowane utwory
| Tytuł                                                                                         | Rok  | Najwyższe pozycje na listach | Najwyższe pozycje na listach | Album       |
| Tytuł                                                                                         | Rok  | FRA                          | POL                          | Album       |
| --------------------------------------------------------------------------------------------- | ---- | ---------------------------- | ---------------------------- | ----------- |
| „Tightrope”                                                                                   | 2016 | 56                           | –                            | Lost on You |
| „When We're High”                                                                             | 2017 | 123                          | 18                           | Lost on You |
| „No Witness”                                                                                  | 2017 | –                            | 33                           | Lost on You |
| „–” oznacza, że singiel nie był notowany na danej liście lub nie został wydany w danym kraju. |      |                              |                              |             |

### Teledyski
| Tytuł                             | Rok       |
| --------------------------------- | --------- |
| „Wasted”                          | 2004      |
| „Good with You”/„Cling to Me”     | 2007      |
| „Someday”                         | 2011      |
| „Into the Wild”                   | 2012      |
| „Tokyo Sunrise”                   | 2014      |
| „Halo”                            | 2016      |
| „Lost on You”                     | 2016      |
| „Night like This”                 | 2016      |
| „Other People” (2 wersje)         | 2016/2017 |
| „Tightrope”                       | 2017      |
| „When We're High”                 | 2017      |
| „No Witness”                      | 2017      |
| „N'oublie pas”                    | 2018      |
| „Girls Go Wild”                   | 2018      |
| „Recovery”                        | 2018      |
| „Shaken” (teledysk animowany)     | 2019      |
| „Lost on You” (na żywo w Moskwie) | 2020      |
| „The One That You Love”           | 2020      |
| „How Low Can You Go”              | 2020      |